# Montgomery, Alabama
Montgomery este capitala statului Alabama din Statele Unite ale Americii. Al doilea oraș din Alabama ca mărime a populației după Birmingham, Montgomery se găsește pe râul Alabama din Comitatul Montgomery, al cărui sediu de comitat este. În istoria Statelor Unite, Montgomery este puternic asociat cu Războiul civil american (1861 - 1865) fiind prima capitală a Statelor Confederate ale Americii, respectiv în istoria modernă a țării, și în special în deceniul 1961 - 1970, este văzut ca locul esențial al producerii și emancipării Mișcării americane pentru drepturile civile (conform originalului, American Civil Rights Movement), incluzând faimosul Boicot al autobuzului din Montgomery (conform originalului, Montgomery Bus Boycott).

## Clima
| Date climatice pentru Montgomery, Alabama (normale 1981–2010) | Date climatice pentru Montgomery, Alabama (normale 1981–2010) | Date climatice pentru Montgomery, Alabama (normale 1981–2010) | Date climatice pentru Montgomery, Alabama (normale 1981–2010) | Date climatice pentru Montgomery, Alabama (normale 1981–2010) | Date climatice pentru Montgomery, Alabama (normale 1981–2010) | Date climatice pentru Montgomery, Alabama (normale 1981–2010) | Date climatice pentru Montgomery, Alabama (normale 1981–2010) | Date climatice pentru Montgomery, Alabama (normale 1981–2010) | Date climatice pentru Montgomery, Alabama (normale 1981–2010) | Date climatice pentru Montgomery, Alabama (normale 1981–2010) | Date climatice pentru Montgomery, Alabama (normale 1981–2010) | Date climatice pentru Montgomery, Alabama (normale 1981–2010) | Date climatice pentru Montgomery, Alabama (normale 1981–2010) |
| Luna                                                          | Ian                                                           | Feb                                                           | Mar                                                           | Apr                                                           | Mai                                                           | Iun                                                           | Iul                                                           | Aug                                                           | Sep                                                           | Oct                                                           | Nov                                                           | Dec                                                           | Anual                                                         |
| ------------------------------------------------------------- | ------------------------------------------------------------- | ------------------------------------------------------------- | ------------------------------------------------------------- | ------------------------------------------------------------- | ------------------------------------------------------------- | ------------------------------------------------------------- | ------------------------------------------------------------- | ------------------------------------------------------------- | ------------------------------------------------------------- | ------------------------------------------------------------- | ------------------------------------------------------------- | ------------------------------------------------------------- | ------------------------------------------------------------- |
| Maxima istorică °F (°C)                                       | 83 (28)                                                       | 85 (29)                                                       | 90 (32)                                                       | 94 (34)                                                       | 99 (37)                                                       | 106 (41)                                                      | 107 (42)                                                      | 106 (41)                                                      | 106 (41)                                                      | 100 (38)                                                      | 87 (31)                                                       | 85 (29)                                                       | 107 (42)                                                      |
| Maxima medie °F (°C)                                          | 57.4 (14,1)                                                   | 61.8 (16,6)                                                   | 69.7 (20,9)                                                   | 76.6 (24,8)                                                   | 84.0 (28,9)                                                   | 89.8 (32,1)                                                   | 92.1 (33,4)                                                   | 91.9 (33,3)                                                   | 87.3 (30,7)                                                   | 78.3 (25,7)                                                   | 69.0 (20,6)                                                   | 59.6 (15,3)                                                   | 76,5 (24,7)                                                   |
| Media zilnică °F (°C)                                         | 46.7 (8,2)                                                    | 50.8 (10,4)                                                   | 57.8 (14,3)                                                   | 64.4 (18)                                                     | 72.7 (22,6)                                                   | 79.3 (26,3)                                                   | 82.1 (27,8)                                                   | 81.8 (27,7)                                                   | 76.5 (24,7)                                                   | 66.2 (19)                                                     | 56.7 (13,7)                                                   | 48.8 (9,3)                                                    | 65,3 (18,5)                                                   |
| Minima medie °F (°C)                                          | 35.7 (2,1)                                                    | 39.2 (4)                                                      | 45.3 (7,4)                                                    | 51.6 (10,9)                                                   | 60.7 (15,9)                                                   | 68.1 (20,1)                                                   | 71.5 (21,9)                                                   | 71.0 (21,7)                                                   | 65.2 (18,4)                                                   | 53.5 (11,9)                                                   | 43.9 (6,6)                                                    | 37.4 (3)                                                      | 53,6 (12)                                                     |
| Minima istorică °F (°C)                                       | 0 (−18)                                                       | −5 (−21)                                                      | 17 (−8)                                                       | 28 (−2)                                                       | 40 (4)                                                        | 48 (9)                                                        | 59 (15)                                                       | 56 (13)                                                       | 39 (4)                                                        | 26 (−3)                                                       | 13 (−11)                                                      | 5 (−15)                                                       | −5 (−21)                                                      |
| Precipitații inches (mm)                                      | 4.64 (117.9)                                                  | 5.28 (134.1)                                                  | 5.94 (150.9)                                                  | 4.01 (101.9)                                                  | 3.53 (89.7)                                                   | 4.07 (103.4)                                                  | 5.24 (133.1)                                                  | 3.85 (97.8)                                                   | 3.97 (100.8)                                                  | 2.92 (74.2)                                                   | 4.61 (117.1)                                                  | 4.86 (123.4)                                                  | 52,93 (1.344,4)                                               |
| Nr. de zile cu precipitații (≥ 0.01 in)                       | 10.1                                                          | 8.9                                                           | 8.7                                                           | 7.7                                                           | 7.6                                                           | 9.7                                                           | 11.5                                                          | 9.1                                                           | 6.9                                                           | 6.7                                                           | 7.5                                                           | 9.8                                                           | 104,3                                                         |
| Ore însorite                                                  | 153.1                                                         | 166.0                                                         | 219.4                                                         | 250.8                                                         | 267.4                                                         | 261.8                                                         | 262.1                                                         | 251.9                                                         | 226.4                                                         | 228.3                                                         | 171.4                                                         | 153.1                                                         | 2.611,7                                                       |
| Sursă: NOAA (extremes 1872–present, sun 1961−1990)            |                                                               |                                                               |                                                               |                                                               |                                                               |                                                               |                                                               |                                                               |                                                               |                                                               |                                                               |                                                               |                                                               |

## Institute de învățământ superior
Montgomery este un oraș cu bune tradiții universitare; astfel se pot enumera următoarele colegii și universități:
- Air University
- Alabama State University
- Auburn University Montgomery
- Faulkner University
- Huntingdon College
- H. Councill Trenholm State Technical College
- Regions University
- Troy University, Montgomery Campus[nefuncțională]
- South University, Montgomery Campus

## Orașe, orășele și localități ale zonei metropolitane
Zona largă, metropolitană a orașului Montgomery, numită [The] Montgomery Metro (Area), include următoarele localități:
- Autaugaville
- Benton
- Billingsley
- Coosada
- Deatsville
- Eclectic
- Elmore
- Fort Deposit
- Gordonville
- Hayneville
- Lowndesboro
- Millbrook
- Pike Road
- Prattville
- Tallassee
- Wetumpka
- White Hall

## Cartiere
- Arrowhead Arhivat în 18 octombrie 2006, la Wayback Machine.
- Barrington Place Apartments Arhivat în 10 martie 2007, la Wayback Machine.

| - Bellwood - Beauvoir - Brighton Estates - Capitol Heights Arhivat în 10 martie 2007, la Wayback Machine. - Cloverdale, Montgomery - Dalraida - Deer Creek - Deerfield | - Lakeview Heights - Capitol Heights - Centennial Hill - Chisolm - Copperfield - County Downs - Forest Hills - Fox Hollow | - Garden District - Green Acres - Halcyon - Halcyon Forest - Highland Gardens - Highland Park - Hillwood - Lake Forest | - McGehee Estates - Melrose - Morningview - Normandale - Regency Park - Rosemont - Rosemont Gardens - Somerset Arhivat în 12 martie 2007, la Wayback Machine. | - Southlawn - Sturbridge - Taylor Lakes - Vaughn Meadows - Woodmere Environs - Wyndridge - Wynlakes |

## Personalități născute aici
- Zelda Fitzgerald (1900 - 1948), romancieră;
- Nat King Cole (1919 - 1965), pianist, compozitor, interpret de jazz;
- Chris Dickerson (1939 - 2021), culturist;
- Mark Gitenstein (n . 1946), politician, fost ambasador al Statelor Unite ale Americii în România;
- Octavia Spencer (n. 1970), actriță, scriitoare;
- Johnny Simmons (n. 1986), actor.

## Publicații
- L. P. Powell (editor), în Historic Towns of the Southern States, (New York, 1900)